# NGC 4841B
NGC 4841B (другие обозначения — NGC 4841-2, DRCG 27-239, UGC 8073, ZWG 160.44, MCG 5-31-27, KCPG 361B, PGC 44329) — эллиптическая галактика (E) в созвездии Волосы Вероники.
Этот объект входит в число перечисленных в оригинальной редакции «Нового общего каталога».